# Coțofenii din Față
Coțofenii din Față est une commune du județ de Dolj en Roumanie.